# Antonio Davis
 (septembre 2017).
Si vous disposez d'ouvrages ou d'articles de référence ou si vous connaissez des sites web de qualité traitant du thème abordé ici, merci de compléter l'article en donnant les références utiles à sa vérifiabilité et en les liant à la section « Notes et références ».
Pour les articles homonymes, voir Davis.
Antonio Lee Davis (né le 31 octobre 1968, à Oakland, Californie) est un ancien joueur américain professionnel de basket-ball de la National Basketball Association (NBA). Davis est aussi l'ancien président de l'association des joueurs de NBA (NBPA).

## Carrière
Davis joua en NCAA à l'UTEP sous les ordres de l'entraîneur Don Haskins de 1986 à 1990. Il fut drafté en 1990 par les Pacers de l'Indiana (au second tour, 45e rang au total), mais commença à jouer en Europe, en Grèce avec le Panathinaikos (1990-91, 1991-92) puis en Italie à Philips Milano (1992-93). En 1993, Davis signa avec les Pacers en tant qu'agent libre. Antonio était l'un des membres du tandem d'ailiers-forts les "Davis Brothers" des Pacers avec Dale Davis.
Lors de l'intersaison en 1999, Davis fut transféré aux Raptors de Toronto le jour de la draft contre le 5e choix, avec lesquels les Pacers sélectionnèrent Jonathan Bender. Davis fut élu au All-Star Game pour la première fois de sa carrière en tant que membre des Raptors. Lors de la saison NBA 2003-2004, il fut transféré aux Bulls de Chicago, où il fit bénéficier de toute son expérience à une jeune équipe. Juste avant le début du camp d'entraînement de la saison NBA 2005-2006, Davis fut transféré en compagnie de Eddy Curry aux Knicks de New York, contre Michael Sweetney, Tim Thomas et Jermaine Jackson.
Le 18 janvier 2006, Davis fut expulsé d'une rencontre Knicks-Bulls pour s'être rendu dans les tribunes et se confronter à un fan qui l'accusait d'être drogué. Il expliqua qu'il avait eu peur pour sa femme, qu'il avait cru avoir été agressé par ce fan. Sa femme déclara que ce fan parlait de façon inappropriée devant ses enfants et lui avait demandé d'arrêter. Bien que l'opinion publique ait soutenu Davis, la NBA le suspendit pour cinq rencontres le 19 janvier. Le 23 janvier, Davis et Axelrod se mirent autour d'une table pour trouver un accord : « It's clear that the episode at the United Center last week, and its aftermath, evolved from some misunderstandings. This has produced regrets from all parties involved. Common sense strongly suggests that we collectively put this episode behind us and move on. That's what the Davis' and Michael Axelrod plan to do, and we hope everyone else will, as well. » ( « Il est clair que l'épisode du United Center la semaine dernière, et ses conséquences, sont issus d'incompréhensions. Tout le monde regrette ces incidents. Le bon sens suggère que nous mettions de côté cet épisode et que nous tournions la page. C'est ce que les Davis et Axelrod désirent, et ce que tout le monde souhaite. »).
Au niveau international, il a joué pour l'équipe américaine au Championnat du monde de basket masculin 2002.
Davis fut élu en tant que président de l'association des joueurs lors de la convention annuelle le 28 juin 2005.
Le 3 février 2006, les Raptors de Toronto transférèrent Jalen Rose, un premier tour de draft (en provenance des Nuggets de Denver), et une somme d'argent (estimé autour de 3 millions de dollars) aux Knicks de New York contre Antonio Davis. Davis prit part aux huit premières rencontres pour les Raptors en tant que titulaire avant de manquer les douze suivantes pour cause de blessure au dos. Le 23 mars 2006, Davis fut écarté par les Raptors après que sa blessure mit fin à sa saison.